# The Best Twins
The Best Twins (titolo originale รักจิ้น ฟินเฟร่อ; letteralmente "I migliori gemelli") è una telefilm thailandese, a tematica omosessuale, composto da 8 episodi andati in onda dal 30 marzo al 18 maggio 2019.

## Trama
La serie si incentra sul nucleo familiare formato dai gemelli Pond e Per e dalla loro sorella Pad. Vengono esplorate secondariamente le vicende riguardanti Per, assistente in una azienda di moda innamorato della segretaria del capo (tale Jasmine), e Pad, persona estremamente omofoba che insegna in un'accademia militare, mentre quelle riguardanti Pond sono l'argomento principale su cui ruota il telefilm.
Pond è un insegnante universitario innamorato (sebbene non sia disposto ad ammetterlo con se stesso) di uno dei suoi studenti, Tee, il quale ricambia, segretamente, i suoi sentimenti. Tra i due si frappone un nuovo insegnante della scuola nonché ex fidanzato di Pond.
Sebbene Pond sia un omosessuale dichiarato teme l'omofobia della sorella e per questo gli è difficile creare una relazione duratura fin quando a causa della restaurazione della casa della madre di Tee e Jasmine (la ragazza di cui è innamorato Per) loro due vengono, con il pretesto che la loro madre sia la zia di Pad e che ha avuto un importante ruolo nel crescerla, a causa degli impegni lavorativi dei genitori, lasciati nella loro casa per una settimana. Per diverse vicissitudini tutti gli inquilini sono obbligati a lasciare l'abitazione per qualche giorno tranne Pond e Tee, che si ritrovano da soli, fin quando appare Tiger, un turista giapponese invitato lì da Jasmine. Tee lo apprezza molto e Pond vive la cosa con rivalità portandolo ad aprire il suo cuore più facilmente nei suoi confronti per la paura di perderlo. Proprio nel momento della partenza di Tiger, Pond bacia Tee esplicitando i suoi sentimenti (venendo naturalmente ricambiato). Qualche tempo dopo si scoprirà che la persona che è rimasta diversi giorni in quella casa non era Tiger ma un impostore (verrà palesato che fu tutto un piano di Ball, l'ex fidanzato di Pond, per minare una loro possibile relazione ma che il presunto Tiger si è rifiutato di dar adito al progetto).
Nel frattempo Per conquista Jasmine e Pad riesce a superare in buona parte la sua omofobia fin quando il rapporto tra Tee e Pond sembra deragliare a causa delle remore di quest'ultimo a compiere i passi successivi nel loro rapporto di coppia. Questo porta Tee a non parlagli più nella speranza di convincere Pond a diventare insistente (al fine di verificare quanto effettivamente ci tenga a lui). Dopo qualche tempo e decine di tentativi di contatto Pond aspetta Tee fuori casa e i due, felicemente, si baciano.

## Personaggi
- Pond, interpretato da Pak Narapat
Fratello gemello di Per e omosessuale dichiarato lavora come insegnante universitario. È molto intimorito dalla sorella che odia gli omosessuali.
- Per, interpretato da Pak Narapat
Fratello gemello di Pond ed eterosessuale lavora in un'azienda come assistente ed è innamorato della segretaria del capo. È molto intimorito dalla sorella per le punizioni corporali che rischia di subire qualora gli disubbidisse.
- Pad, interpretata da Meenay Jutai
Sorella di Per e Pond che insegna in un'accademia militare. È profondamente omofoba e sostiene fortemente le punizioni corporali sebbene durante la serie viva una forte evoluzione in tal senso.
- Tee, interpretato da Suttinut Uengtrakul
Studente di Pond fortemente innamorato di lui. Capita molto facilmente che fantastichi su di lui o su altri uomini che gli piacciono e che si emozioni tantissimo in loro presenza.
- Jasmine, interpretata da Supitcha Boonf
Sorella di Tee che svolge il compito di segretaria nell'azienda in cui lavora Per. Sebbene sia inizialmente innamorata di Pond accetterà e ricambierà l'amore di Per.
- Ball, interpretato da Witawat Singlampong
Ex fidanzato di Pond che si dimostra estremamente subdolo e calcolatore.
- Pay, interpretato da Parinya Koklian
Insieme a Ten formano una coppia omosessuale fittizia vessata da Pad (loro insegnante).
- Ten, interpretato da Nititorn Akkara
Insieme a Pay formano una coppia omosessuale fittizia vessata da Pad (loro insegnante).
- Chaai, interpretato da Nattawat Khunakkatrati
Collega di Pad. Dimostra molta più comprensione di lei nei confronti degli studenti.
- Tiger, interpretato da Park Jae Il
Turista coreano estremamente infantile che vive per un certo periodo con Pond e Tee. Si scoprirà che in realtà non è il vero Tiger ma che si è millantato tale per volontà di Ball.
- Thor, interpretato da Chris Chaafe
Personal trainer di una palestra e amico di Pond. Si ironizza molto su di lui e sul nome Thor per una certa somiglianza con Chris Hemsworth (attore che ha interpretato il personaggio di Thor nel Marvel Cinematic Universe), infatti capita che viva dei momenti in cui si immedesima nel personaggio di Thor della Marvel. La padrona della palestra in cui lavora, una donna transessuale particolarmente sovrappeso e molto ricca, è fortemente invaghita di lui ma lui, invece, è inorridito da lei.
- Mack, interpretato da Sattapong Hongkittikul
Personal trainer della stessa palestra in cui lavora Thor. È amico di quest'ultimo e di Pond e fa spesso dei video tutorial su internet su come allenarsi.
- Jaet, interpretato da Vittawin Veeravidhayanant
Amico di Tee.
- Kao, interpretato da Kris Songsamphant
Amico di Tee.